# Beunhaas
Beunhaas is een (scheld)woord voor een persoon die een vak of beroep uitoefent, zonder daarvoor de benodigde opleiding te hebben gehad of over de juiste vakkennis te beschikken.

## Betekenis
Een beunhaas is veelal minder geoutilleerd, qua materiaal, materieel en (technische) vaardigheid. Hij kan daardoor vaak tegen een lager tarief werk leveren. De term wordt dan ook wel gebruikt voor vaklui die goedkoper dan volgens de reguliere markttarieven hun werk verrichten. Een beunhaas is niet per se een zwartwerker.
De term 'beunhaas' kan een negatieve connotatie hebben: de benaming kan als beledigend worden opgevat door diegenen die hun beroep te goeder trouw, dan wel bekwaam uitoefenen.

## Etymologie
Het woord is afkomstig van het Nederduitse böhnhase - een zeventiende-eeuwse term voor iemand die het vak van kleermaker uitoefende zonder dat hij lid was van een gilde.

## Vergelijkbare termen
Als het een politicus betreft spreekt men wel over een tinnegieter.

Een andere term is faalhaas. Deze term is meer algemeen en betekent zoveel als kneus, mislukkeling.